# Ronda 5 de GP2 Series de 2011
A Quinta Rodada da Temporada da GP2 Series de 2011 aconteceu no Circuito de Silverstone, na cidade britânica  de Northamptonshire. Aconteceu entre 8 e 10 de julho. A Primeira Corrida foi vencida pelo francês Jules Bianchi e a segunda pelo também francês Romain Grosjean.

## Classificatória
| Pos | No. | Piloto              | Time                    | Tempo    | Grid       |
| --- | --- | ------------------- | ----------------------- | -------- | ---------- |
| 1   | 5   | Jules Bianchi       | Lotus ART               | 1:58.531 | 1          |
| 2   | 25  | Álvaro Parente      | Carlin                  | 1:58.971 | 2          |
| 3   | 11  | Romain Grosjean     | DAMS                    | 1:59.020 | 131        |
| 4   | 8   | Christian Vietoris  | Racing Engineering      | 1:59.143 | 3          |
| 5   | 7   | Dani Clos           | Racing Engineering      | 1:59.881 | 4          |
| 6   | 24  | Max Chilton         | Carlin                  | 1:59.952 | 5          |
| 7   | 10  | Marcus Ericsson     | iSport International    | 2:00.044 | 6          |
| 8   | 6   | Esteban Gutiérrez   | Lotus ART               | 2:00.109 | 7          |
| 9   | 9   | Sam Bird            | iSport International    | 2:00.175 | 8          |
| 10  | 3   | Charles Pic         | Barwa Addax Team        | 2:00.223 | 9          |
| 11  | 23  | Johnny Cecotto, Jr. | Ocean Racing Technology | 2:00.300 | 10         |
| 12  | 15  | Jolyon Palmer       | Arden International     | 2:00.462 | 11         |
| 13  | 27  | Davide Valsecchi    | Caterham Team AirAsia   | 2:00.527 | 12         |
| 14  | 18  | Michael Herck       | Scuderia Coloni         | 2:00.529 | 14         |
| 15  | 2   | Julián Leal         | Rapax                   | 2:00.927 | 15         |
| 16  | 12  | Pål Varhaug         | DAMS                    | 2:01.203 | 16         |
| 17  | 17  | Luca Filippi        | Super Nova Racing       | 2:01.315 | 17         |
| 18  | 19  | Kevin Ceccon        | Scuderia Coloni         | 2:01.816 | 18         |
| 19  | 4   | Giedo van der Garde | Barwa Addax Team        | 2:02.681 | 19         |
| 20  | 26  | Luiz Razia          | Caterham Team AirAsia   | 2:01.922 | 20         |
| 21  | 21  | Stefano Coletti     | Trident Racing          | 2:02.681 | 21         |
| 22  | 14  | Josef Král          | Arden International     | 2:02.800 | 22         |
| 23  | 20  | Rodolfo González    | Trident Racing          | 2:03.268 | 23         |
| 24  | 16  | Fairuz Fauzy        | Super Nova Racing       | 2:04.518 | 24         |
| 25  | 1   | Fabio Leimer        | Rapax                   | 2:08.608 | 25         |
| 26  | 22  | Kevin Mirocha       | Ocean Racing Technology | no time  | Não Partiu |

## Primeira Corrida
| Pos                                                           | No. | Piloto              | Time                    | Voltas | Tempo      | Grid | Pontos |
| ------------------------------------------------------------- | --- | ------------------- | ----------------------- | ------ | ---------- | ---- | ------ |
| 1                                                             | 5   | Jules Bianchi       | Lotus ART               | 29     | 58:40.010  | 1    | 10+2   |
| 2                                                             | 8   | Christian Vietoris  | Racing Engineering      | 29     | +4.177     | 3    | 8      |
| 3                                                             | 10  | Marcus Ericsson     | iSport International    | 29     | +4.935     | 6    | 6      |
| 4                                                             | 11  | Romain Grosjean     | DAMS                    | 29     | +5.627     | 13   | 5+1    |
| 5                                                             | 9   | Sam Bird            | iSport International    | 29     | +11.424    | 8    | 4      |
| 6                                                             | 7   | Dani Clos           | Racing Engineering      | 29     | +23.293    | 4    | 3      |
| 7                                                             | 21  | Stefano Coletti     | Trident Racing          | 29     | +31.959    | 21   | 2      |
| 8                                                             | 4   | Giedo van der Garde | Barwa Addax Team        | 29     | +33.711    | 19   | 1      |
| 9                                                             | 25  | Álvaro Parente      | Carlin                  | 29     | +34.394    | 2    |        |
| 10                                                            | 6   | Esteban Gutiérrez   | Lotus ART               | 29     | +41.761    | 7    |        |
| 11                                                            | 3   | Charles Pic         | Barwa Addax Team        | 29     | +41.971    | 9    |        |
| 12                                                            | 23  | Johnny Cecotto, Jr. | Ocean Racing Technology | 29     | +46.881    | 10   |        |
| 13                                                            | 17  | Luca Filippi        | Super Nova Racing       | 29     | +47.848    | 17   |        |
| 14                                                            | 27  | Davide Valsecchi    | Caterham Team AirAsia   | 29     | +49.612    | 12   |        |
| 15                                                            | 1   | Fabio Leimer        | Rapax                   | 29     | +50.717    | 25   |        |
| 16                                                            | 12  | Pål Varhaug         | DAMS                    | 29     | +56.960    | 16   |        |
| 17                                                            | 26  | Luiz Razia          | Caterham Team AirAsia   | 29     | +58.332    | 20   |        |
| 18                                                            | 20  | Rodolfo González    | Trident Racing          | 29     | +1:05.327  | 23   |        |
| 19                                                            | 19  | Kevin Ceccon        | Scuderia Coloni         | 29     | +1:06.251  | 18   |        |
| 20                                                            | 15  | Jolyon Palmer       | Arden International     | 29     | +1:11.1633 | 11   |        |
| 21                                                            | 16  | Fairuz Fauzy        | Super Nova Racing       | 29     | +1:20.989  | 24   |        |
| 22                                                            | 2   | Julián Leal         | Rapax                   | 29     | +1:26.252  | 15   |        |
| 23                                                            | 14  | Josef Král          | Arden International     | 29     | +1:33.465  | 22   |        |
| 24                                                            | 18  | Michael Herck       | Scuderia Coloni         | 28     | +1 volta   | 14   |        |
| Ret                                                           | 24  | Max Chilton         | Carlin                  | 14     | Colisão    | 5    |        |
| DNS                                                           | 22  | Kevin Mirocha       | Ocean Racing Technology |        | Não Partiu |      |        |
| volta mais rápida: Romain Grosjean (DAMS) 1:43.274 (volta 27) |     |                     |                         |        |            |      |        |

## Segunda Corrida
| Pos                                                                     | No. | Piloto              | Time                    | Voltas | Tempo      | Grid | Pontos |
| ----------------------------------------------------------------------- | --- | ------------------- | ----------------------- | ------ | ---------- | ---- | ------ |
| 1                                                                       | 11  | Romain Grosjean     | DAMS                    | 21     | 36:42.650  | 5    | 6+1    |
| 2                                                                       | 7   | Dani Clos           | Racing Engineering      | 21     | +7.019     | 3    | 5      |
| 3                                                                       | 4   | Giedo van der Garde | Barwa Addax Team        | 21     | +7.760     | 1    | 4      |
| 4                                                                       | 10  | Marcus Ericsson     | iSport International    | 21     | +8.433     | 6    | 3      |
| 5                                                                       | 5   | Jules Bianchi       | Lotus ART               | 21     | +9.427     | 8    | 2      |
| 6                                                                       | 9   | Sam Bird            | iSport International    | 21     | +12.924    | 4    | 1      |
| 7                                                                       | 8   | Christian Vietoris  | Racing Engineering      | 21     | +20.853    | 7    |        |
| 8                                                                       | 6   | Esteban Gutiérrez   | Lotus ART               | 21     | +21.888    | 10   |        |
| 9                                                                       | 25  | Álvaro Parente      | Carlin                  | 21     | +22.128    | 9    |        |
| 10                                                                      | 3   | Charles Pic         | Barwa Addax Team        | 21     | +23.154    | 11   |        |
| 11                                                                      | 1   | Fabio Leimer        | Rapax                   | 21     | +23.296    | 15   |        |
| 12                                                                      | 17  | Luca Filippi        | Super Nova Racing       | 21     | +23.624    | 13   |        |
| 13                                                                      | 20  | Rodolfo González    | Trident Racing          | 21     | +31.357    | 18   |        |
| 14                                                                      | 26  | Luiz Razia          | Caterham Team AirAsia   | 21     | +32.330    | 17   |        |
| 15                                                                      | 16  | Fairuz Fauzy        | Super Nova Racing       | 21     | +32.780    | 21   |        |
| 16                                                                      | 15  | Jolyon Palmer       | Arden International     | 21     | +33.447    | 20   |        |
| 17                                                                      | 27  | Davide Valsecchi    | Caterham Team AirAsia   | 21     | +34.778    | 14   |        |
| 18                                                                      | 18  | Michael Herck       | Scuderia Coloni         | 21     | +38.139    | 24   |        |
| 19                                                                      | 24  | Max Chilton         | Carlin                  | 21     | +39.168    | 25   |        |
| 20                                                                      | 14  | Josef Král          | Arden International     | 21     | +40.754    | 23   |        |
| 21                                                                      | 2   | Julián Leal         | Rapax                   | 21     | +1:25.700  | 22   |        |
| 22                                                                      | 21  | Stefano Coletti     | Trident Racing          | 20     | +1 lap     | 2    |        |
| 23                                                                      | 12  | Pål Varhaug         | DAMS                    | 20     | +1 lap     | 16   |        |
| Ret                                                                     | 23  | Johnny Cecotto, Jr. | Ocean Racing Technology | 10     | Gearbox    | 12   |        |
| Ret                                                                     | 19  | Kevin Ceccon        | Scuderia Coloni         | 6      | Suspension | 19   |        |
| DNS                                                                     | 22  | Kevin Mirocha       | Ocean Racing Technology |        | Injury     |      |        |
| volta mais rápida: Stefano Coletti (Trident Racing) 1:43.262 (volta 12) |     |                     |                         |        |            |      |        |

## Classificação após a rodada
| Pos | Piloto              | Pontos |
| --- | ------------------- | ------ |
| 1   | Romain Grosjean     | 47     |
| 2   | Giedo van der Garde | 38     |
| 3   | Sam Bird            | 32     |
| 4   | Davide Valsecchi    | 30     |
| 5   | Charles Pic         | 24     |

| Pos | Time                 | Pontos |
| --- | -------------------- | ------ |
| 1   | Barwa Addax Team     | 62     |
| 2   | iSport International | 49     |
| 3   | DAMS                 | 47     |
| 4   | Team AirAsia         | 41     |
| 5   | Racing Engineering   | 40     |